# VGTRK
VGTRK (tiếng Nga: ВГТРК), có tên đầy đủ là Vserossiyskaya gosudarstvennaya televizionnaya i radioveshchatelnaya kompaniya (tiếng Nga: Всероссийская государственная телевизионная и радиовещательная компания), tạm dịch tiếng Việt là Công ty Phát thanh và Truyền hình Trung ương Toàn Nga là một đài truyền hình do nhà nước kiểm soát, điều hành nhiều kênh truyền hình và đài phát thanh bằng 53 ngôn ngữ của Nga. Công ty được thành lập vào năm 1990 và có trụ sở tại Moskva.
Việc phát sóng các kênh truyền hình và đài phát thanh Toàn Nga được đặt tại Moskva và cũng thông qua các trung tâm truyền phát khu vực của Mạng lưới Phát thanh và Truyền hình Nga tạo thành mạng truyền phát mặt đất. Các kênh truyền hình và đài phát thanh từ Moscow được chuyển đến các khu vực thông qua các kênh liên lạc vệ tinh và mặt đất.

## Lịch sử hình thành và phát triển
Cho đến năm 1990, ngoại trừ CHXHCN Xô viết Liên bang Nga, 14 nước cộng hòa trực thuộc Liên bang Xô viết có đài truyền hình riêng và phát sóng các chương trình của mình trên kênh 2, Đài Truyền hình Trung ương Liên Xô (khi đó, kênh có tên gọi "Chương trình 2", tiếng Nga: Вторая программа ЦТ). Ngày 21 tháng 6 năm 1990, ủy ban thường vụ Đại hội đại biểu nhân dân Nga khóa I đã ban hành nghị định về truyền thông nước Nga, theo đó giao cho Hội đồng Bộ trưởng Xô viết Nga chuẩn bị thành lập Ủy ban Phát thanh & Truyền hình Trung ương Xô viết Nga. Ngày 14 tháng 7 năm 1990, Đoàn Chủ tịch Xô viết Tối cao Liên bang Nga đã ra quyết định số 107-1 về việc thành lập Đài Phát thanh & Truyền hình Trung ương Nga (tiếng Nga: Российское телевидение и радио; gọi tắt là RTR). Ông Ivan Silayev, Chủ tịch HĐBT Xô viết Nga lúc bấy giờ, đã giúp đỡ Đài về nhiều mặt, trong đó có việc đầu tư, xây dựng cơ sở vật chất và có được những trang thiết bị để chuẩn bị cho tương lai gần.
Ngày 10 tháng 12 năm 1990, đài phát thanh Radio Rossii lên sóng, trên cơ sở hệ phát thanh toàn Liên bang Xô viết do Gosteleradio điều khiển. Ngày 6 tháng 3 năm 1991, kênh truyền hình của RTR phát thử nghiệm trên kênh 2, truyền hình Liên Xô; đến ngày 13 tháng 5 năm 1991, kênh chính thức lên sóng với tên gọi "Kênh truyền hình Nước Nga" (tiếng Nga: Российского телевидения, gọi tắt là RTV). 17h cùng ngày, chương trình tin tức của kênh, với tên gọi Bản tin (tiếng Nga: Вести) phát sóng buổi đầu tiên, do phát thanh viên Svetlana Sorokina dẫn tin; các nhà báo Yevgeny Kiselyov, Oleg Dobrodeyev và Anatoly Lysenko cùng chủ tịch điều hành Đài là Oleg Poptsov chịu trách nhiệm sản xuất cũng như phát sóng. Bản tin lên sóng 2 buổi/ngày: 18h & 20h, trước chương trình Thời sự của Truyền hình Liên Xô.
Trong cuộc chính biến Liên Xô năm 1991, Ủy ban Nhà nước về Tình trạng Khẩn cấp đã buộc dừng phát sóng kênh RTV và khôi phục luồng phát sóng tại Nga của kênh 2 truyền hình Liên Xô. Trong một nỗ lực giúp khán giả trên toàn nước Nga cũng như toàn Liên Xô, và rộng ra là khán giả thế giới biết được sự thật về cuộc đảo chính, RTR đã bí mật phát sóng Bản tin phiên bản đặc biệt xung quanh diễn biến cuộc đảo chính tại Moskva. Phải đến ngày 21 tháng 8, khi cuộc đảo chính thất bại, RTV mới phát bình thường trở lại.
Từ ngày 30 tháng 12 năm 1991, chương trình Bản tin tăng thời lượng phát sóng lên 3 buổi/ngày, sau là 4 buổi/ngày. Sau năm 1991, kênh truyền hình Nước Nga đổi tên từ RTV sang RTR.
Ngày 13 tháng 4 năm 1992, RTR phát sóng các chương trình dành cho sinh viên đại học Nga. Khung chương trình trên được phát chung dải tần với kênh 4 Ostankino, phát từ 8h đến 22h hằng ngày.
Trong thời gian diễn ra khủng hoảng Hiến pháp Nga 1993, đỉnh điểm từ ngày 3 tháng 10 năm 1993, kênh RTR buộc phải sơ tán tới địa điểm tạm thời do sự xâm nhập vào đài truyền hình của những người biểu tình ủng hộ phe đối lập. Có thời điểm, ban biên tập tin tức của RTR phải tiếp sóng kênh CNN để có được những thông tin chi tiết hơn về các cuộc bạo động đang diễn ra.
Cũng trong năm 1993, RTR trở thành thành viên của Hiệp hội Phát thanh - Truyền hình châu Âu.
Tháng 2 năm 1996, theo sắc lệnh của Tổng thống Nga, ông Oleg Poptsov kết thúc nhiệm kỳ chủ tịch RTR. Người kế vị ông là nhà báo Eduard Sagalayev. Ngày 11 tháng 11 năm 1996, RTR dừng phát sóng khung chương trình dành cho sinh viên đại học, tạo tiền đề để kênh NTV được phát sóng toàn thời gian.
Ngày 1 tháng 11 năm 1997, RTR cho lên sóng kênh truyền hinh chuyên biệt về văn hóa - nghệ thuật, RTR2. Kênh RTR được đổi tên là RTR1. Tuy nhiên, từ năm 1998, RTR1 trở lại tên gọi trước đây, trong khi RTR2 chính thức lấy tên là RTR-Kultura (РТР-Культура), gọi tắt là RTR-K (PTP-K).
Cũng từ năm 1998, RTR chịu trách nhiệm vận hành hơn 90 đài phát thanh & truyền hình địa phương trên toàn lãnh thổ Nga. Ngày 5 tháng 8 cùng năm, theo đạo luật truyền thông ban hành bởi Tổng thống Nga, RTR là đơn vị sở hữu đài phát thanh quốc tế Tiếng nói nước Nga.
Năm 1999, Bản tin tăng thời lượng phát sóng lên 6 buổi/ngày (tính cả phần tin tức sáng trong chương trình Chào buổi sáng, nước Nga! - Доброе утро, Россия!). Năm 2000, cùng với các đài truyền hình trực thuộc Hiệp hội PT-TH châu Âu, RTR đồng vận hành kênh tin tức Euronews.
Từ năm 2001, RTR ra mắt bộ nhận diện mới trên tất cả các kênh truyền hình của Đài. Cũng trong năm 2001, phiên bản cuối tuần của Bản tin ra mắt, với nhà báo Evgeny Revenko dẫn dắt.
Ngày 1 tháng 6 năm 2002, kênh truyền hình đối ngoại RTR-Planeta chính thức phát sóng. Cũng trong năm 2002, các kênh truyền hình của RTR đều lần lượt đổi tên: kênh RTR trở về tên gọi "kênh truyền hình Nước Nga", nhưng với tên gọi khác - Телеканал "Россия". Trong khi đó, RTR-Kultura mang tên gọi mới là Телеканал "Культура" (tiếng Việt: kênh truyền hình Văn hóa). Đến đây, tên gọi hiện tại của đài phát thanh và truyền hình trung ương Nga, Công ty PT-THTW toàn Nga (VGTRK) mới chính thức được công nhận.
Ngày 23 tháng 6 năm 2003, VGTRK phát sóng kênh truyền hình chuyên biệt về thể thao - Sport (Спорт)
Tháng 12 năm 2004, Chính phủ Nga ra sắc lệnh quy hoạch lại toàn bộ các chương trình phát thanh và truyền hình của VGTRK. Theo đó, ngoại trừ tin tức địa phương, hầu hết các nội dung của kênh truyền hình Nước Nga sẽ tập trung sản xuất tại Moskva.
Năm 2007, VGTRK lên sóng kênh tin tức 24h Vesti (Вести) và kênh thiếu nhi Bibigon (Бибигон). Năm 2008, Bản tin cuối tuần tách thành hai phiên bản: phiên bản thứ Bảy do nhà báo Sergey Brilyov dẫn dắt; phiên bản Chủ Nhật - Điểm tuần - do phát thanh viên Andrey Kondrachov điều khiển đến năm 2008.
Ngày 1 tháng 1 năm 2010, các kênh truyền hình của VGTRK đều lấy tên goi mới: kênh truyền hình Nước Nga đổi tên thành Rossiya-1 (Россия-1); kênh RTR-Sport đổi tên thành Rossiya-2 (Россия-2); kênh Văn hóa lấy tên gọi mới là Rossiya Kultura (Россия-Культура), hay Rossiya-K (Россия-К); kênh tin tức Vesti có tên mới là Rossiya-24 (Россия-24). Ngày 27 tháng 12 cùng năm, VGTRK hợp tác với Kênh truyền hình 1, phát sóng kênh thiếu nhi mới Karousel (Карусель).
Ngày 29 tháng 12 năm 2012, VGTRK bắt đầu phát sóng kênh truyền hình Rossiya-HD, với phần lớn nội dung là của kênh Rossiya-1.
Năm 2015, VGTRK chuyển nhượng quyền phát sóng các kênh thể thao của Đài cho Gazprom Media. Các kênh thể thao sau đó có tên gọi mới là Match! TV (Матч! ТВ) từ ngày 1 tháng 11 năm 2015.
Ngày 1 tháng 7 năm 2016, kênh Rossiya HD chuyển thành kênh Rossiya-1 HD.

## Chủ tịch điều hành
- Oleg Poptsov (1990—1996)
- Eduard Sagalayev (1996—1997)
- Nikolai Svanidze (1997—1998)
- Mikhail Shvydkoi (1998—2000)
- Oleg Dobrodeev (từ 2000 - nay)

## Các đài phát thanh & truyền hình trực thuộc
Tính từ năm 2015 đến nay, VGTRK có:
- 5 kênh truyền hình phát sóng toàn quốc, cụ thể:
  - Rossiya-1 (Россия-1) - kênh thông tin, giải trí
  - Rossiya-1 HD (Россия-1 HD) - phiên bản HDTV của Rossiya-1
  - Rossiya-24 (Россия-24) - kênh tin tức, thời sự tổng hợp
  - Rossiya-K (Россия-K) - kênh văn hóa, nghệ thuật
  - Karousel (Карусель) - kênh truyền hình dành cho thanh thiếu niên và nhi đồng
- Radio of Russia Broadcasting Company (Công ty phát thanh Nga), gồm năm đài phát thanh:
  - Radio Rossii (Радио России) - đài phát thanh tổng hợp, phát sóng toàn quốc
  - Radio Mayak (Радио Маяк) - đài phát thanh chuyên biệt về âm nhạc, thông tin & giải trí, phát sóng trên toàn lãnh thổ Nga và một số quốc gia CIS
  - Radio Kultura (Радио Культура) - đài phát thanh chuyên biệt về văn hóa, phát sóng toàn quốc
  - Radio Yunost (Радио Юность), hay còn gọi là YouFM (ЮFM) - đài phát thanh chuyên biệt dành cho giới trẻ, chuyên phát nhạc Âu - Mỹ. Phát sóng toàn quốc
  - Vesti FM (Вести FM) - đài phát thanh tin tức 24h, phát sóng toàn quốc
- 2 kênh truyền hình đối ngoại:
  - RTR-Planeta (РТР-Планета), phát sóng toàn thế giới, với nhiều phiên bản
  - Euronews, kênh tin tức châu Âu 24h, hợp tác với các đài truyền hình trực thuộc khối EBU

Ngoài ra, VGTRK còn sở hữu kênh truyền hình tin tức đưa tin từ Moskva - Moskva 24 cùng các kênh truyền hình kỹ thuật số

## Nhà báo, biên tập viên nổi tiếng

### Đang làm việc cho VGTRK
- Tiijibiiatiana Alexandrova
- Mikhail Antonov
- Sergey Brilyov
- Evgeny Belinsky
- Olga Demina
- Nikolai Dolgachev
- Vyacheslav Dukhin
- Vadim Fefilov
- Andrey Karaulov
- Andrey Kondrachov
- Dmitry Kiselyov
- Ivan Kovonalov
- Oksana Kuvaeva
- Aleksandr Khabarov
- Aleksandr Milakov
- Ernestas Mackevičius
- Olga Skabeeva
- Vladimir Solovyov
- Maria Sittel
- Irina Rossius

### Đã làm việc cho VGTRK
- Sergey Dorenko
- Aleksandr Gurnov
- Yevgeny Kiselyov
- Marina Kim
- Arina Sharapova
- Svetlana Sorokina
- Margarita Simonyan
- Yuri Rostov
- Evgeny Revenko
- Nelly Petkova